# Велика маленька Я
«Велика маленька Я» (фр. L'Âge de raison) — французька романтична комедія 2010 року, знята режисером Янном Самуелем, з Софі Марсо у головній ролі.

## Сюжет
Колись успішна підприємиця Маргеріт Флор була маленькою дівчинкою. Ким вона тільки не хотіла стати в майбутньому: від дослідниці морських глибин до завойовниці інших планет. Але доля розпорядилася інакше: тепер Маргеріт укладає угоди на мільйони євро, її життя розписане по хвилинах на найближчі півроку і навіть зі своїм коханим, англійцем Малколмом, вона зустрічається в спокійній обстановці не частіше одного разу на місяць. І ось одного дня літній нотаріус Фернан Меріньяк приносить їй лист, що починається словами: «Дорога Я, мені зараз сім років і я пишу цей лист, щоб ти не забула обіцянки, які дала собі, і пам'ятала, ким хочеш бути…».

## У ролях
- Софі Марсо — Маргеріт Флор
- Мартон Чокаш — Малколм
- Мішель Дюшоссуа — Фернан Меріньяк
- Джонатан Заккаї — Філіберт
- Еммануель Грьонвольд — Лаура де Лорка
- Джульєтт Чаппі — Маргеріт (дитина)
- Тьєррі Ансісс — Матьє
- Ромео Лебо — Філібер (дитина)
- Джарод Легран — Матьє (дитина)
- Алексіс Міхалік — помічник Маргеріт
- Рафаель Деведжян — Саймон
- Дебора Марік — мати Маргеріт
- Еммануель Лемір — батько Маргеріт
- Крістоф Россіньйон — судовий пристав
- Мірей Сеґюре — Мадам Верм'є
- Бернар Герланд —  старий
- Франк Адріан — працівник залу
- Гайвей Шу — підприємець

## Знімальна група
- Режисер — Янн Самуель
- Сценарій — Янн Самуель
- Продюсер — Крістоф Россіньйон
- Оператор — Антуан Рош
- Композитор — Сіріл Офорт
- Монтаж — Андреа Седлацкова